# Aaron Wan-Bissaka
Aaron Wan-Bissaka (Croydon, Inglaterra, Reino Unido, 26 de noviembre de 1997) es un futbolista británico. Juega de defensa y su equipo es el West Ham United F. C. de la Premier League de Inglaterra.

## Trayectoria

### Crystal Palace

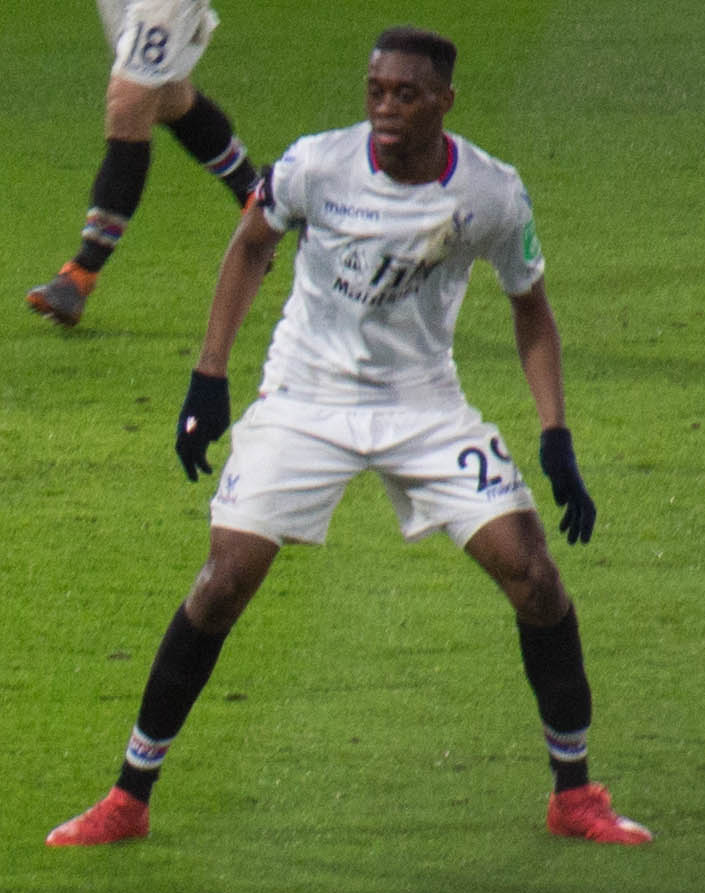
Wan-Bissaka con el Crystal Palace F. C. en 2018

Wan-Bissaka entró a la academia del Crystal Palace Football Club a la edad de 11 años.
Por la crisis de lesiones que pasó el Palace en febrero de 2018, Wan-Bissaka debutó en el primer equipo el 25 de febrero de 2018 en la Premier League contra el Tottenham Hotspur.
El 30 de abril de 2019 fue nombrado jugador del año del Crystal Palace por su desempeño en la temporada.

### Manchester United
El 29 de junio de 2019 llegó a un acuerdo con el Manchester United y fichó por el club por 50 millones de libras.
Debutó con los diablos rojos el 11 de agosto en la victoria por 4-0 sobre el Chelsea F. C. jugando los 90 minutos.
En su segunda temporada marcó su primer gol en su 50.º partido para el club. Fue en un triunfo en campo del Newcastle United F. C. por 1-4. Coincidiendo con el último encuentro de la campaña, la final de la Liga Europa de la UEFA, alcanzó los cien partidos con el equipo mancuniano.

### West Ham United
El 13 de agosto de 2024, tras cinco años en Mánchester en los que disputó 190 encuentros y ganó las dos copas nacionales, fue traspasado al West Ham United F. C.

## Selección nacional
Wan-Bissaka nació en Inglaterra y es descendiente congolés. Jugó un encuentro con la sub-20 de la RD del Congo en un amistoso contra la sub-17 de Inglaterra el 7 de octubre de 2015, fue victoria para los ingleses por 8-0. Jugó con la sub-20 de Inglaterra en marzo de 2018. Fue expulsado en su debut contra Polonia, donde Inglaterra ganó por la mínima.
Su primera llamada para la sub-21 de Inglaterra fue en septiembre de 2018 y debutó el 6 de septiembre, jugando todo el partido en el empate a cero contra Países Bajos en Carrow Road. El 27 de mayo de 2019 fue citado para jugar la Eurocopa Sub-21 de 2019. Solo jugó el encuentro contra Francia, donde su equipo perdió por 2-1, partido en que el defensor anotó un autogol.

## Estadísticas

### Clubes
Actualizado al último partido disputado el 25 de mayo de 2025.
| Club                               | Div.          | Temporada     | Liga  | Liga  | Copas nacionales | Copas nacionales | Torneos internacionales | Torneos internacionales | Total | Total |
| Club                               | Div.          | Temporada     | Part. | Goles | Part.            | Goles            | Part.                   | Goles                   | Part. | Goles |
| ---------------------------------- | ------------- | ------------- | ----- | ----- | ---------------- | ---------------- | ----------------------- | ----------------------- | ----- | ----- |
| Crystal Palace F. C. Inglaterra    | 1.ª           | 2017-18       | 7     | 0     | 0                | 0                | —                       | —                       | 7     | 0     |
| Crystal Palace F. C. Inglaterra    | 1.ª           | 2018-19       | 35    | 0     | 4                | 0                | —                       | —                       | 39    | 0     |
| Crystal Palace F. C. Inglaterra    | Total club    | Total club    | 42    | 0     | 4                | 0                | 0                       | 0                       | 46    | 0     |
| Manchester United F. C. Inglaterra | 1.ª           | 2019-20       | 35    | 0     | 6                | 0                | 5                       | 0                       | 46    | 0     |
| Manchester United F. C. Inglaterra | 1.ª           | 2020-21       | 34    | 2     | 5                | 0                | 15                      | 0                       | 54    | 2     |
| Manchester United F. C. Inglaterra | 1.ª           | 2021-22       | 20    | 0     | 0                | 0                | 6                       | 0                       | 26    | 0     |
| Manchester United F. C. Inglaterra | 1.ª           | 2022-23       | 19    | 0     | 9                | 0                | 6                       | 0                       | 34    | 0     |
| Manchester United F. C. Inglaterra | 1.ª           | 2023-24       | 22    | 0     | 5                | 0                | 3                       | 0                       | 30    | 0     |
| Manchester United F. C. Inglaterra | Total club    | Total club    | 130   | 2     | 25               | 0                | 35                      | 0                       | 190   | 2     |
| West Ham United F. C. Inglaterra   | 1.ª           | 2024-25       | 36    | 2     | 2                | 0                | ―                       | ―                       | 38    | 2     |
| West Ham United F. C. Inglaterra   | Total club    | Total club    | 36    | 2     | 2                | 0                | 0                       | 0                       | 38    | 2     |
| Total carrera                      | Total carrera | Total carrera | 208   | 4     | 31               | 0                | 35                      | 0                       | 274   | 4     |

## Palmarés

### Títulos nacionales
| Título          | Club                    | País       | Año  |
| --------------- | ----------------------- | ---------- | ---- |
| Copa de la Liga | Manchester United F. C. | Inglaterra | 2023 |
| FA Cup          | Manchester United F. C. | Inglaterra | 2024 |